# Sint-Nicolaaskerk (Ottenburg)
De Sint-Nicolaaskerk of Sint-Niklaaskerk is een kerkgebouw in Ottenburg in de gemeente Huldenberg in de Belgische provincie Vlaams-Brabant.
De parochiekerk is gewijd aan Nicolaas van Myra en staat aan de Kerkstraat.

## Geschiedenis
In 1840 heeft er een brand gewoed die de eerdere kerk heeft verwoest. Hetzelfde jaar werd het kerkgebouw opnieuw opgetrokken.

## Opbouw
Het gebouw is in neoclassicistische stijl opgetrokken en bestaat uit een ingebouwde toren in het zuidwesten met daaronder het portaal, driebeukig schip met vier traveeën in pseudobasilicale opstand, en een recht gesloten koor met afgekapte hoeken en een travee. De kerktoren heeft twee geledingen en heeft in de bovenste geleding een achthoekige vorm met de hoeken voorzien van een hoekketting.

## Galerij

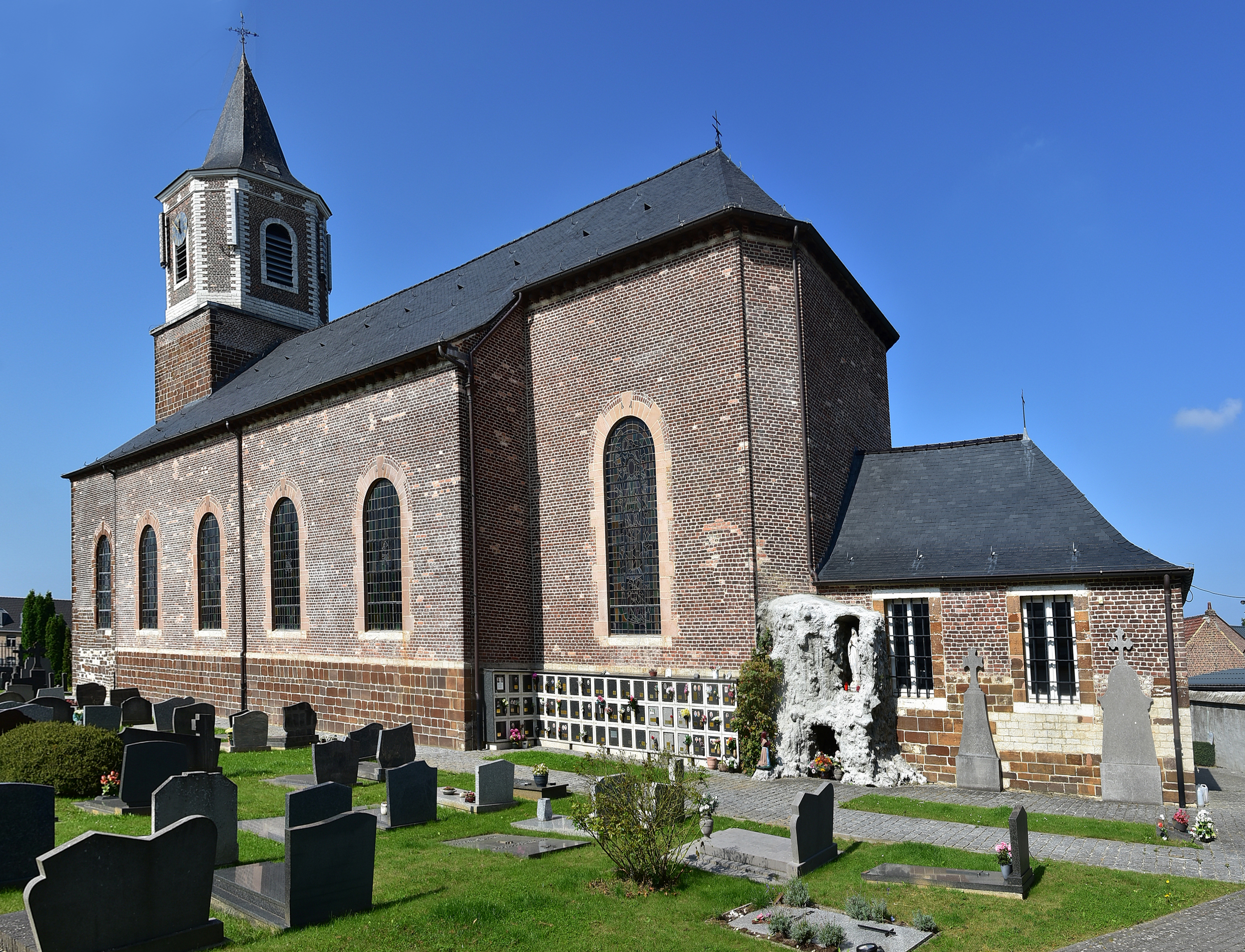
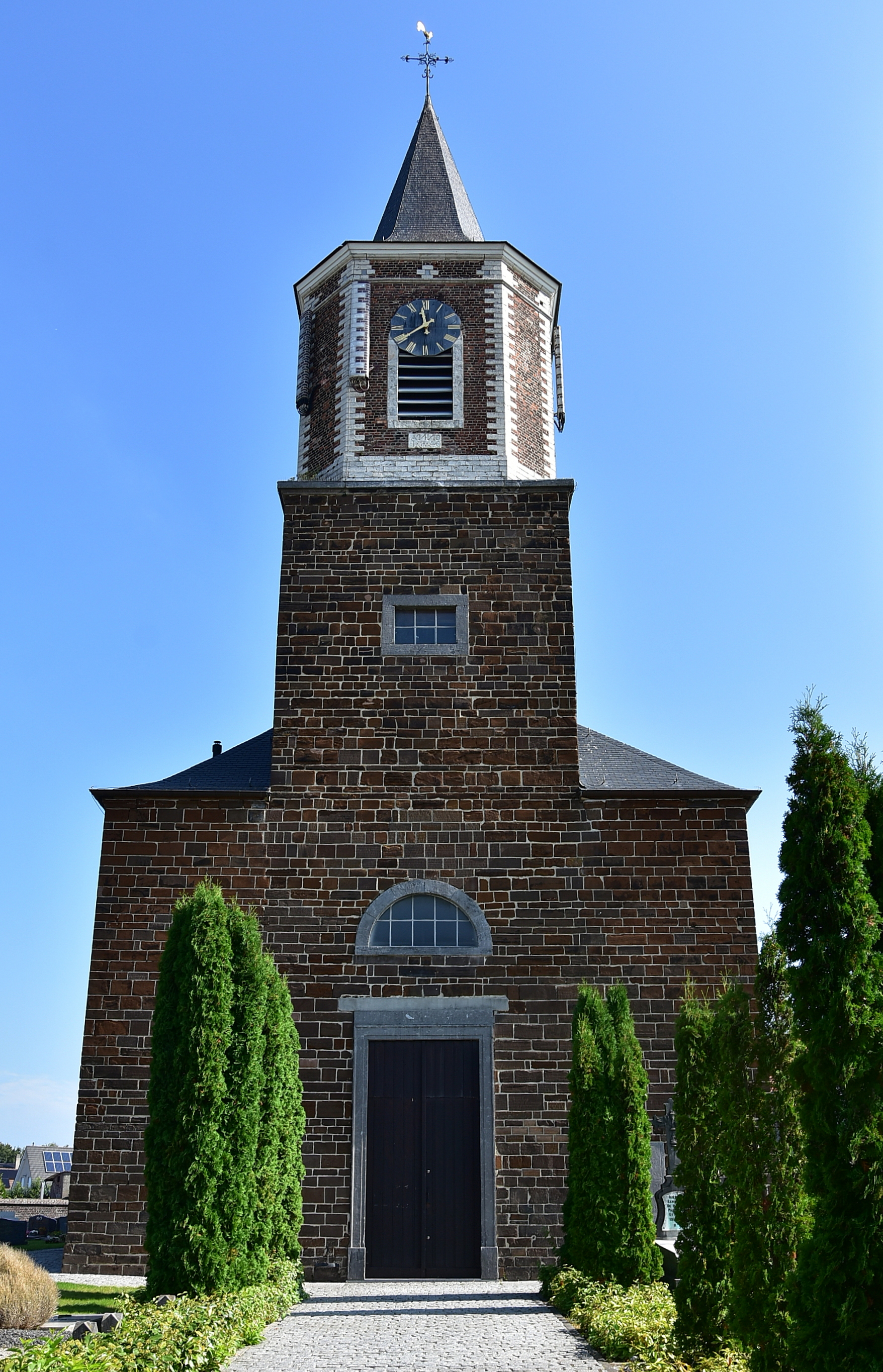
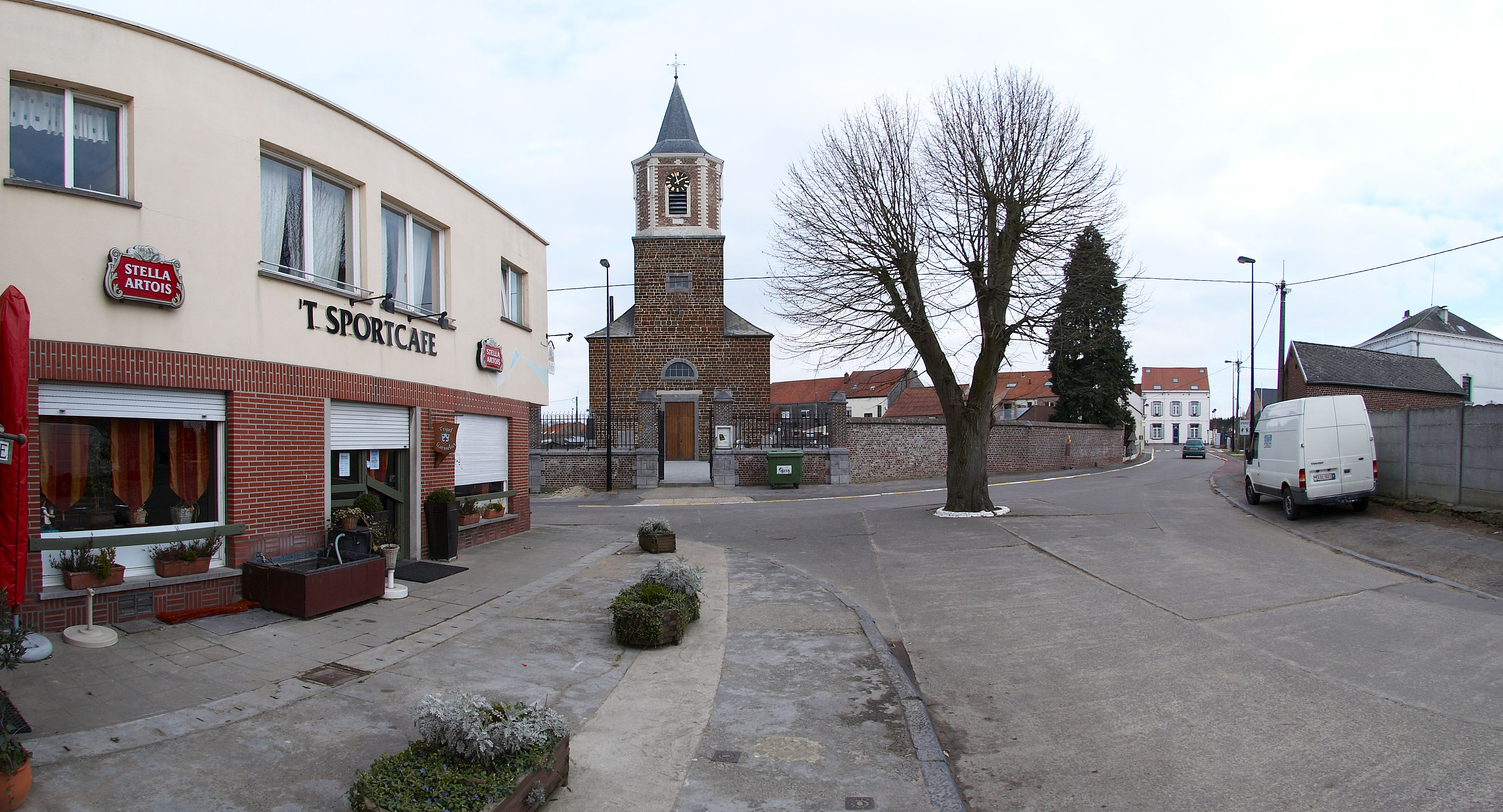